# Garvellachs
Les Garvellachs, en gaélique écossais Garbh Eileaich, littéralement « Îles de la Mer », en anglais Isles of the Sea, sont un petit archipel inhabité du Royaume-Uni situé en Écosse et baigné par le Firth of Lorn.